# État libre de Fiume
1920 – 1922 (de facto) 1924 (de jure).
Entités précédentes :
- Régence italienne de Carnaro

Entités suivantes :
- Royaume d'Italie (Province du Carnaro)
- Royaume des Serbes, Croates et Slovènes

L'État libre de Fiume, aussi connu sous le nom d'État libre de Rijeka (en croate : Slobodna Država Rijeka ; en italien : Stato libero di Fiume), est un micro-État indépendant qui a existé de 1920 à 1924 dans la ville de Fiume (aujourd’hui Rijeka, en Croatie) et la région alentour.

## Le contexte historique
L'autonomie de Rijeka remonte à 1719, lorsque la ville est proclamée port franc dans un décret promulgué par Charles VI d'Autriche. En 1779, au cours du règne de l'impératrice Marie-Thérèse, Rijeka devient un corpus separatum, statut qui a régi la ville à l'époque de la monarchie des Habsbourg, de l'empire d'Autriche et de l'Autriche-Hongrie, séparant la ville du royaume de Croatie-Slavonie et la plaçant sous l'autorité directe de la couronne de Hongrie. Ce statut s'interrompt à deux reprises : sous l'occupation française (1805-1813), et de 1848 à 1868, lorsque la ville est rendue à la Croatie-Slavonie par le ban de Croatie Josip Jelačić qui l'intègre dans le comitat de Modruš-Rijeka. En 1868, elle en est détachée à nouveau en tant que Corpus separatum et perdure ensuite jusqu'au 29 octobre 1918, lorsque Fiume, renommée Rijeka, rejoint l'État des Slovènes, Croates et Serbes. Pour peu de temps, car le 12 septembre 1919 la ville est prise par les milices de Gabriele D'Annunzio qui en fait un « État libre », reconnu au traité de Rapallo (1920), tandis que le traité de Trianon oblige la Hongrie à y renoncer. Rattaché à l'Italie en 1922 de facto et en 1924 de jure, revendiquée par le royaume des Serbes, Croates et Slovènes, la ville devient yougoslave en 1945 et croate en 1991.
Au XIXe siècle, Fiume est principalement peuplée d'Italiens, de Croates et d'administrateurs hongrois. Beaucoup de Fiumiens étant bilingues ou trilingues, les affiliations linguistiques varient d'un recensement à l'autre, le critère retenu pour déterminer la nationalité étant la langue le plus souvent parlée par la personne recensée. Le statut particulier de la ville, ainsi que sa localisation au carrefour de plusieurs États, contribuent à la formation d'une identité locale « fiumienne » dans laquelle se reconnaît la majorité de la population. Les langues officielles sont le hongrois et l'allemand, mais les langues usuelles sont l'italien (langue du commerce et des navigateurs) et, au quotidien dans la ville, le vénitien fiumien et le croate tchakavien, ce dernier également parlé aux environs de la ville par une partie des ruraux.

## Une solution à un problème politique
Après la Première Guerre mondiale et l'éclatement de l'Autriche-Hongrie, le statut de Rijeka devient un enjeu majeur de la politique internationale. À l'apogée des tensions entre le tout neuf royaume des Serbes, Croates et Slovènes (futur royaume de Yougoslavie) et l'Italie, les puissances alliées prennent position en faveur de la création d'un État tampon indépendant. Le président des États-Unis d'Amérique Woodrow Wilson, qui entend arbitrer le conflit opposant les Yougoslaves aux Italiens au sujet de la ville, suggère qu'on en fasse un État indépendant, qui pourrait éventuellement accueillir le siège de la Société des Nations.
Le désaccord au sujet de Fiume, qui engendre une rupture morale entre l'Italie et la France dirigée par Georges Clemenceau, conduit à une absence de statut clairement défini, et la ville change plusieurs fois de mains, passant de celles du Comité national yougoslave à celles du Comité national italien. Finalement, des troupes britanniques et françaises débarquent et prennent le contrôle de la ville. Le poète italien Gabriele D'Annunzio tire parti de cette situation confuse, et entre dans Fiume le 12 septembre 1919, à la tête d'une colonne d'anciens arditi, de déserteurs et de soldats ralliés à la cause de leur commandant ; il gouverne pendant quinze mois. Après l'échec des négociations avec le gouvernement italien, D'Annunzio proclame la régence italienne du Carnaro.
Le 12 novembre 1920, le royaume d'Italie et le royaume des Serbes, Croates et Slovènes signent le traité de Rapallo, par lequel les deux parties s'engagent à « reconnaître et à respecter éternellement la liberté et l'indépendance complètes de l'État de Fiume ». L’État libre de Fiume est donc officiellement créé, mais ne dure qu'un an de facto et quatre de jure. L’État est aussitôt reconnu par les États-Unis, la France et le Royaume-Uni. D'Annunzio refuse de reconnaître l'accord, et est expulsé de la ville par les troupes régulières italiennes au cours des derniers jours de décembre 1920 – appelés en italien Natale di sangue, Noël sanglant.

## La brève existence de l'État libre de Fiume
En avril 1921, les premières élections parlementaires ont lieu. Le Movimento Autonomista (Mouvement autonomiste), soutenu par la plupart des Croates, obtient 6 558 voix, tandis que le Blocco nazionale (Bloc national), composé de partis fascistes, libéraux et démocratiques, en reçoit 3 443. Le chef du Parti autonomiste, Riccardo Zanella, devient chef du gouvernement.
Cependant, le 3 mars 1922, un coup d'État fasciste renverse le gouvernement légal, qui doit se réfugier à Kraljevica. En janvier 1924, par l'accord de Rome, le royaume des Serbes, Croates et Slovènes reconnaît l'annexion de la ville par l'Italie, qui prend effet le 16 mars — en fait, une petite partie du territoire de l'État libre est annexée par les Yougoslaves. Le gouvernement en exil de l'État libre de Fiume ne considère pas cet accord comme valide et continue ses activités.

## Après la Seconde Guerre mondiale
Avec la reddition de l'Italie fasciste, le problème de Rijeka se pose à nouveau ; en 1944, un groupe de citoyens publie le « Mémorandum de Liburnia », dans lequel ils recommandent la création d'un État confédéré regroupant les cantons de Rijeka, Sušak et Bistrica. Les îles de Krk, Cres et Lošinj devaient également faire partie de la nouvelle entité. De son côté, le président du gouvernement en exil, Zanella, souhaitait toujours la restauration de l'État libre.
Mais les autorités communistes yougoslaves, qui avaient libéré la ville de l'occupation allemande le 3 mai 1945, rejettent ces projets. En 1947, par le traité de Paris, Rijeka et l'Istrie sont officiellement intégrées à la république fédérative populaire de Yougoslavie.